# توندلا (اوتار پرادش)
توندلا (به انگلیسی: Tundla) یک منطقهٔ مسکونی در هند است که در بخش فیروزآباد، هند واقع شده‌است. توندلا ۵٫۳۲۵ کیلومتر مربع مساحت و ۵۰٬۴۲۳ نفر جمعیت دارد و ۱۶۸ متر بالاتر از سطح دریا واقع شده‌است.